# 反义寡核苷酸
反义寡核苷酸（antisense oligonucleotide）通常指进行了某些化学修饰的短链核酸（约15-25个核苷酸组成），它的碱基顺序排列与特定的靶标RNA序列互补，进入细胞后可按照Watson-Crick碱基互补配对的原则与靶标序列形成双链结构。反义寡核苷酸与靶标基因的RNA结合后可通过各种不同的机制影响靶标基因的表达。
反义寡核苷酸可用于基因沉默，所以是一种研究基因功能的重要工具。大多数药物属于靶标基因（或疾病基因）的抑制剂，因此反义寡核苷酸模拟了药物的作用，这功能丢失（LOF）的研究方法比传统的功能获得（GOF）方法更具优势。同时，那些在靶标实验中证明有效的反义寡核苷酸本身还可以被进一步开发成为反义寡核苷酸药物。